# Квиршид
Квиршид (њем. Quierschied) општина је у њемачкој савезној држави Сарланд. Посједује регионалну шифру (AGS) 10041516.

## Географски и демографски подаци
Општина се налази на надморској висини од 213–567 метара. Површина општине износи 20,2 km². У самом мјесту је, према процјени из 2010. године, живјело 13.940 становника. Просјечна густина становништва износи 689 становника/km².

## Међународна сарадња
| Мјесто | Држава   | Врста сарадње | Од    |
| ------ | -------- | ------------- | ----- |
| Трибен | Аустрија | партнерство   | 1963. |
| Извор  |          |               |       |